# Likoma (île)

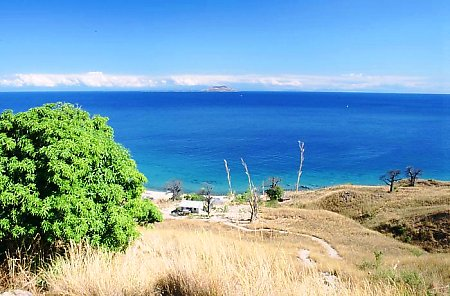
Vue du lac Malawi depuis l'île.

Pour les articles homonymes, voir Likoma.
L'île de Likoma est la plus grande des deux îles du lac Malawi (l'autre étant celle de Chizumulu). Bien qu'enclavée dans les eaux territoriales du Mozambique, elle fait partie du Malawi, les deux îles formant le district de Likoma.
La raison de cette enclave est la colonisation de ces deux îles par des missionnaires anglicans.
Elle comprend environ 9 000 habitants et possède une piste d'atterrissage. Sa ville principale, Likoma, possède une cathédrale anglicane construite entre 1903 et 1911.   